# Llista d'asos de l'aviació de la Segona Guerra Mundial amb 100-50 victòries
Aquesta és una llista dels asos de l'aviació de la Segona Guerra Mundial. Els asos de l'aviació durant la II Guerra Mundial tenen una enorme varietat de victòries, a causa de diversos factors: el nivell d'habilitat del pilot, l'actuació de l'avió amb el que volava i contra els que volava, quant de temps serví, les oportunitats de trobar-se l'enemic a l'aire (hi ha una desproporció entre els Aliats i l'Eix) i els estàndards que el seu servei portà a rebre els crèdits de les victòries.
Cap al final de la guerra, les Potències de l'Eix havien esgotat les reserves de pilots entrenats, i els novells no tenien gaires oportunitats per adquirir experiència per tenir èxit.
A més, les diverses polítiques nacionals diferien: els pilots de l'Eix volaven fins que resultaven morts, mentre que els pilots Aliats d'èxit rotaven rutinàriament per ser destinats a bases d'entrenament per educar els pilots cadets. A més, cada país comptabilitzava de manera diferent les victòries: els alemanys comptaven una victòria compartida a un únic pilot, mentre que els francesos la compartien entre tots els participants. Els britànics, els finesos i els americans donaven fraccions de les victòries aèries. Alguns comandants americans també comptaren els avions destruïts a terra. Els soviètics comptaven només les victòries en solitari, mentre que les victòries compartides eren comptades separadament; de la mateixa manera que feien els japonesos. Les victòries probables normalment no es comptaven.

## Asos de l'aviació
| As                                  | País       | Servei Militar             | Victòries                  | Anotacions |
| ----------------------------------- | ---------- | -------------------------- | -------------------------- | --- |
| Leopold Steinbatz                   | Alemanya   | Luftwaffe                  | 99                         | Creu de Cavaller de la Creu de Ferro amb Fulles de Roure i Espases, Creu Alemanya d'Or                                               |
| Wolfgang Späte                      | Alemanya   | Luftwaffe                  | 99                         | Creu de Cavaller de la Creu de Ferro amb Fulles de Roure, Creu Alemanya d'Or                                                         |
| Gustav Rödel                        | Alemanya   | Luftwaffe                  | 98                         | Creu de Cavaller de la Creu de Ferro amb Fulles de Roure, Creu Alemanya d'Or, Creu Espanyola de Bronze                               |
| Hermann Schleinhege                 | Alemanya   | Luftwaffe                  | 97                         | Creu de Cavaller de la Creu de Ferro, Creu Alemanya d'Or                                                                             |
| Ilmari Juutilainen                  | Finlàndia  | Força Aèria Finesa         | 94                         | Creu Mannerheim de 2a classe, Creu de la Llibertat de 3a classe, Creu de Ferro de 1a classe                                          |
| Anton Döbele                        | Alemanya   | Luftwaffe                  | 94                         | Creu de Cavaller de la Creu de Ferro, Creu Alemanya d'Or                                                                             |
| Rudolf Müller                       | Alemanya   | Luftwaffe                  | 94 (101)[a]                | Creu de Cavaller de la Creu de Ferro, Creu Alemanya d'Or                                                                             |
| Helmut Bennemann                    | Alemanya   | Luftwaffe                  | 93                         | Creu de Cavaller de la Creu de Ferro, Creu Alemanya d'Or                                                                             |
| Oskar Romm                          | Alemanya   | Luftwaffe                  | 92                         | Creu de Cavaller de la Creu de Ferro, Creu Alemanya d'Or                                                                             |
| Hiroyoshi Nishizawa                 | Japó       | Marina Imperial Japonesa   | 87 (120)                   | |
| Anton Mader                         | Alemanya   | Luftwaffe                  | 86                         | Creu de Cavaller de la Creu de Ferro, Creu Alemanya d'Or                                                                             |
| Heinrich Prinz zu Sayn-Wittgenstein | Alemanya   | Luftwaffe                  | 83                         | Creu de Cavaller de la Creu de Ferro amb Fulles de Roure i Espases, Creu Alemanya d'Or                                               |
| Hans Grünberg                       | Alemanya   | Luftwaffe                  | 82                         | Creu de Cavaller de la Creu de Ferro, Creu Alemanya d'Or                                                                             |
| Emil Darjes                         | Alemanya   | Luftwaffe                  | 82                         | |
| Franz Beyer                         | Alemanya   | Luftwaffe                  | 81                         | Creu de Cavaller de la Creu de Ferro                                                                                                 |
| Hugo Broch                          | Alemanya   | Luftwaffe                  | 81                         | Creu de Cavaller de la Creu de Ferro, Creu Alemanya d'Or                                                                             |
| Tetsuzō Iwamoto                     | Japó       | Marina Imperial Japonesa   | 80-87                      | Orde del Milà d'Or de 5a classe |
| Herbert Bachnick                    | Alemanya   | Luftwaffe                  | 80                         | Creu de Cavaller de la Creu de Ferro, Creu Alemanya d'Or                                                                             |
| Georg-Peter Eder                    | Alemanya   | Luftwaffe                  | 78                         | Creu de Cavaller de la Creu de Ferro amb Fulles de Roure, Creu Alemanya d'Or                                                         |
| Hubertus von Bonin                  | Alemanya   | Luftwaffe                  | 77 (+4 a Espanya)          | Creu de Cavaller de la Creu de Ferro, Creu Alemanya d'Or, Creu Espanyola d'Or amb Espases                                            |
| Hans Wind                           | Finlàndia  | Força Aèria Finesa         | 75                         | Creu Mannerheim (2) |
| Johannes Bunzek                     | Alemanya   | Luftwaffe                  | 75                         | Creu de Cavaller de la Creu de Ferro, Creu Alemanya d'Or                                                                             |
| Shigeo Fukumoto                     | Japó       | Marina Imperial Japonesa   | 72                         | |
| Shoichi Sugita                      | Japó       | Marina Imperial Japonesa   | 70                         | |
| Rudi Linz                           | Alemanya   | Luftwaffe                  | 70                         | Creu de Cavaller de la Creu de Ferro, Creu Alemanya d'Or                                                                             |
| Lutz-Wilhelm Burckhardt             | Alemanya   | Luftwaffe                  | 69                         | Creu de Cavaller de la Creu de Ferro                                                                                                 |
| Kurt Dombacher                      | Alemanya   | Luftwaffe                  | 68                         | |
| Franz Schiess                       | Alemanya   | Luftwaffe                  | 67                         | Creu de Cavaller de la Creu de Ferro, Creu Alemanya d'Or                                                                             |
| Erbo Graf von Kageneck              | Alemanya   | Luftwaffe                  | 67                         | Creu de Cavaller de la Creu de Ferro amb Fulles de Roure                                                                             |
| Werner Streib                       | Alemanya   | Luftwaffe                  | 66 (65 de nit)             | Creu de Cavaller de la Creu de Ferro amb Fulles de Roure i Espases, Creu Alemanya d'Or                                               |
| Günther Radusch                     | Alemanya   | Luftwaffe                  | 64                         | Creu de Cavaller de la Creu de Ferro amb Fulles de Roure i Espases, Creu Alemanya d'Or, Creu Espanyola d'Or amb Espases              |
| Heinz Rökker                        | Alemanya   | Luftwaffe                  | 64                         | Creu de Cavaller de la Creu de Ferro amb Fulles de Roure i Espases, Creu Alemanya d'Or                                               |
| Saburō Sakai                        | Japó       | Marina Imperial Japonesa   | 64+                        | |
| Kurt Welter                         | Alemanya   | Luftwaffe                  | 63 (56 de nit, 20+ Me-262) | Possiblement el màxim as amb reactor de tots els temps. Creu de Cavaller de la Creu de Ferro amb Fulles de Roure, Creu Alemanya d'Or |
| Ivan Kojedub                        | URSS       | Força Aèria Soviètica      | 62                         | Màxim As Aliat de la II Guerra Mundial Heroi de la Unió Soviètica (3), Orde de Lenin (2), Orde de la Bandera Roja (7)                |
| Heino Cordes                        | Alemanya   | Luftwaffe                  | 62                         | |
| Constantin "Bazu" Cantacuzino       | Romania    | Reial Força Aèria Romanesa | 62                         | |
| Gerhard Beutin                      | Alemanya   | Luftwaffe                  | 60                         | |
| Hans Ekkehard Bob                   | Alemanya   | Luftwaffe                  | 60                         | Creu de Cavaller de la Creu de Ferro, Creu Alemanya d'Or                                                                             |
| Horst Carganico                     | Alemanya   | Luftwaffe                  | 60                         | Creu de Cavaller de la Creu de Ferro, Creu Alemanya d'Or                                                                             |
| Franz Czech                         | Alemanya   | Luftwaffe                  | 60                         | |
| Hans-Arnold Stahlschmidt            | Alemanya   | Luftwaffe                  | 59                         | Creu de Cavaller de la Creu de Ferro amb Fulles de Roure, Creu Alemanya d'Or                                                         |
| Walter Borchers                     | Alemanya   | Luftwaffe                  | 59                         | Creu de Cavaller de la Creu de Ferro, Creu Alemanya d'Or                                                                             |
| Aleksandr Pokrixkin                 | URSS       | Força Aèria Soviètica      | 59                         | Heroi de la Unió Soviètica (3), Orde de Lenin (6), Orde de la Bandera Roja (4)                                                       |
| Hermann Buchner                     | Alemanya   | Luftwaffe                  | 58                         | Creu de Cavaller de la Creu de Ferro, Creu Alemanya d'Or                                                                             |
| Martin Becker                       | Alemanya   | Luftwaffe                  | 58                         | Creu de Cavaller de la Creu de Ferro amb Fulles de Roure, Creu Alemanya d'Or                                                         |
| Hiromichi Shinohara                 | Japó       | Exèrcit Imperial Japonès   | 58                         | |
| Grigori Retxkalov                   | URSS       | Força Aèria Soviètica      | 58                         | Heroi de la Unió Soviètica (2), Orde de Lenin (1), Orde de la Bandera Roja (4)                                                       |
| Nikolai Gulaiev                     | URSS       | Força Aèria Soviètica      | 57                         | Heroi de la Unió Soviètica (2) |
| Heinrich-Wilhelm Ahnert             | Alemanya   | Luftwaffe                  | 57                         | Creu de Cavaller de la Creu de Ferro, Creu Alemanya d'Or                                                                             |
| Konrad Bauer                        | Alemanya   | Luftwaffe                  | 57                         | Creu de Cavaller de la Creu de Ferro, Creu Alemanya d'Or                                                                             |
| Walter Brandt                       | Alemanya   | Luftwaffe                  | 57                         | Creu de Cavaller de la Creu de Ferro, Creu Alemanya d'Or                                                                             |
| Herbert Bronnle                     | Alemanya   | Luftwaffe                  | 57                         | |
| Hugo Dahmer                         | Alemanya   | Luftwaffe                  | 57                         | Creu de Cavaller de la Creu de Ferro                                                                                                 |
| Helmut Wick                         | Alemanya   | Luftwaffe                  | 56                         | Creu de Cavaller de la Creu de Ferro amb Fulles de Roure                                                                             |
| Eino Luukkanen                      | Finlàndia  | Força Aèria Finesa         | 56                         | Creu Mannerheim |
| Wilhelm-Ferdinand Galland           | Alemanya   | Luftwaffe                  | 55                         | Creu de Cavaller de la Creu de Ferro                                                                                                 |
| Herbert Bareuther                   | Alemanya   | Luftwaffe                  | 55                         | Creu Alemanya d'Or |
| Takeo Okumura                       | Japó       | Marina Imperial Japonesa   | 54                         | |
| Johann Badum                        | Alemanya   | Luftwaffe                  | 54                         | Creu de Cavaller de la Creu de Ferro, Creu Alemanya d'Or                                                                             |
| Kirill Evstigneev                   | URSS       | Força Aèria Soviètica      | 53                         | Heroi de la Unió Soviètica (2), Orde de Lenin (2), Orde de la Bandera Roja (4)                                                       |
| Albert Brunner                      | Alemanya   | Luftwaffe                  | 53                         | Creu de Cavaller de la Creu de Ferro, Creu Alemanya d'Or                                                                             |
| Heinz-Edgar Berres                  | Alemanya   | Luftwaffe                  | 53                         | Creu de Cavaller de la Creu de Ferro, Creu Alemanya d'Or                                                                             |
| Franz Barten                        | Alemanya   | Luftwaffe                  | 53                         | Creu de Cavaller de la Creu de Ferro, Creu Alemanya d'Or                                                                             |
| Martin Drewes                       | Alemanya   | Luftwaffe                  | 52                         | Creu de Cavaller de la Creu de Ferro amb Fulles de Roure, Creu Alemanya d'Or                                                         |
| Franz Barten                        | Alemanya   | Luftwaffe                  | 52                         | Creu de Cavaller de la Creu de Ferro, Creu Alemanya d'Or                                                                             |
| Kirill Ievstigneiev                 | URSS       | Força Aèria Soviètica      | 52                         | Heroi de la Unió Soviètica (2) |
| Knoke                               | Alemanya   | Luftwaffe                  | 52                         | Creu de Cavaller de la Creu de Ferro, Creu Alemanya d'Or                                                                             |
| Arsenii Vorojeikin                  | URSS       | Força Aèria Soviètica      | 52 (6 a Manxúria)          | Heroi de la Unió Soviètica (2) |
| Marmaduke "Pat" Pattle              | Sud-àfrica | Royal Air Force            | 51+                        | Creu dels Vols Distingits amb Barra                                                                                                  |
| Satoru Anabuki                      | Japó       | Marina Imperial Japonesa   | 51                         | |
| Yasuhiko Kuroe                      | Japó       | Exèrcit Imperial Japonès   | 51                         | |
| Remy Van Lierde                     | Bèlgica    | Royal Air Force            | 50 (6 avions 44 V1's)      | Creu dels Vols Distingits amb Barra                                                                                                  |
| Hans-Joachim Jabs                   | Alemanya   | Luftwaffe                  | 50                         | Creu de Cavaller de la Creu de Ferro amb Fulles de Roure, Creu Alemanya d'Or                                                         |
| Dimitri Glinka                      | URSS       | Força Aèria Soviètica      | 50                         | Heroi de la Unió Soviètica (2) |